# Вирус Пуумала
Вирус Пуумала (Puumala orthohantavirus, ранее Puumala virus) относится к семейству Hantaviridae порядка Bunyavirales. У человека, заразившегося этим вирусом, может развиться геморрагическая лихорадка с почечным синдромом, также известная как эпидемическая нефропатия. В случае возникновения симптомов геморрагической лихорадки летальность составляет менее 0,5 %.

## История изучения
Впервые вирус Пуумала был открыт в 1980 году в Финляндии и получил своё название по муниципалитету Пуумала. В 2017 году в связи с выделением порядка Bunyavirales и ревизией рода Hantavirus научное название вида изменено, как и у большинства других относящихся к порядку таксонов.

## Распространение
Вирус наиболее распространён в Скандинавии и Финляндии, также зафиксированы случаи заражения в Северной Европе, Польше и России. Основным природным распространителем вируса является рыжая полёвка, вследствие чего эпидемическая нефропатия возникает с 3—4-летними циклами. Заражение людей чаще всего происходит через частички помёта, вдыхаемые вместе с пылью. Подхватить вирус можно во время рыбной ловли, посещения леса и работ на садовых участках. В европейской части России наибольшее количество случаев заражения вирусом зафиксировано в Среднем Поволжье и Приуралье.
Существуют предположения, что в отличие от других хантавирусов, вирус Пуумала может убивать своего носителя-грызуна.